# Cabo da Roca
Koordinaten: 38° 46′ 51,4″ N, 9° 30′ 2,9″ W
Cabo da Roca ist der westlichste Punkt des europäischen Festlands. Er liegt an der Atlantikküste Portugals westlich von Lissabon auf einer Höhe von 140 Metern über dem Meeresspiegel. Cabo da Roca gehört zur Gemeinde (freguesia) Colares im Kreis (concelho bzw. município) Sintra.

## Geographie
Die Hänge sind mit der invasiven Essbaren Mittagsblume (Carpobrotus edulis) bewachsen. Diese wird dort als für einheimische Arten „gefährlicher Eindringling“ ausgewiesen. In den Felswänden nisten seltene Wanderfalken (Falco peregrinus) und Turmfalken (Falco tinnunculus).

Der portugiesische Nationaldichter Luís de Camões beschrieb den Ort mit folgenden Worten: 

„Aqui… onde a terra se acaba e o mar começa“

„Hier… Wo die Erde endet und das Meer beginnt…“

 Cabo da Roca ist der westlichste Punkt auf dem europäischen Festland. Als westlichster Punkt des europäischen Kontinents gilt die Azoreninsel Ilhéu do Monchique mit dem Längengrad  31° 16′ 30″ W, wenn man von Grönland absieht.
Der Leuchtturm am Cabo da Roca ist der westlichste Leuchtturm des europäischen Festlands. Er wurde 1772 in Betrieb genommen und ist damit der drittälteste Leuchtturm Portugals.

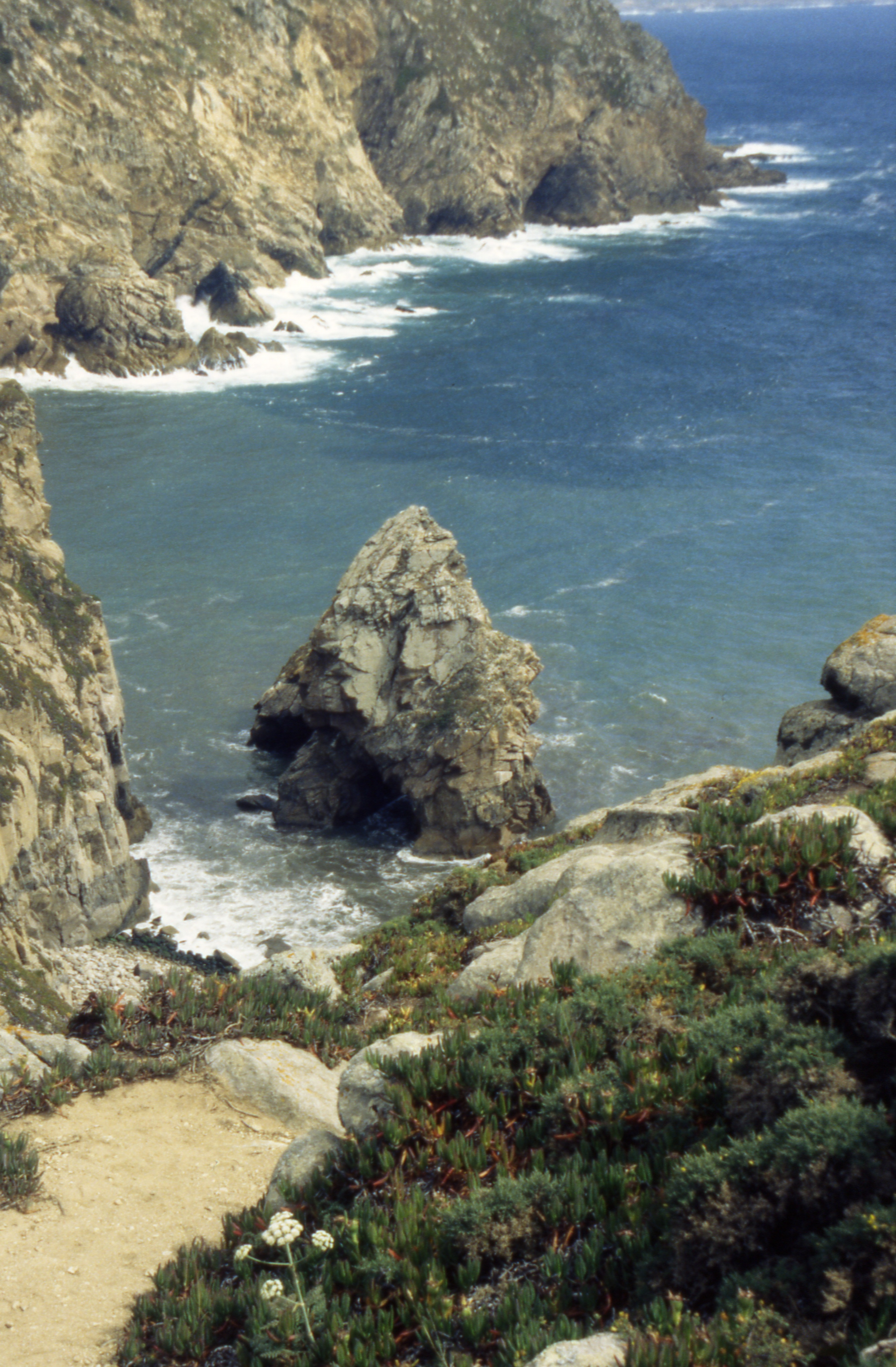
Cabo da Roca
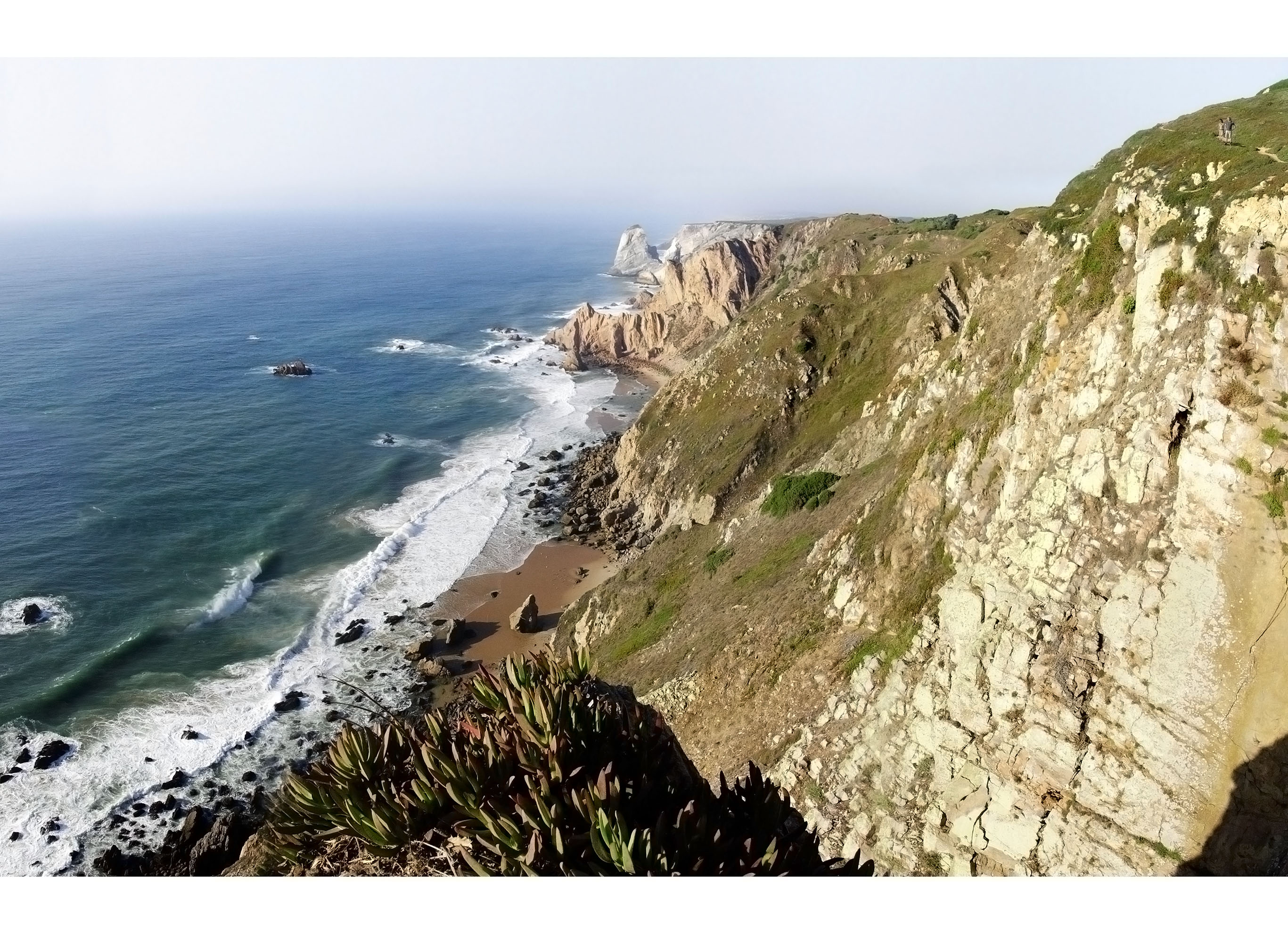
Blick vom Kap Richtung Norden
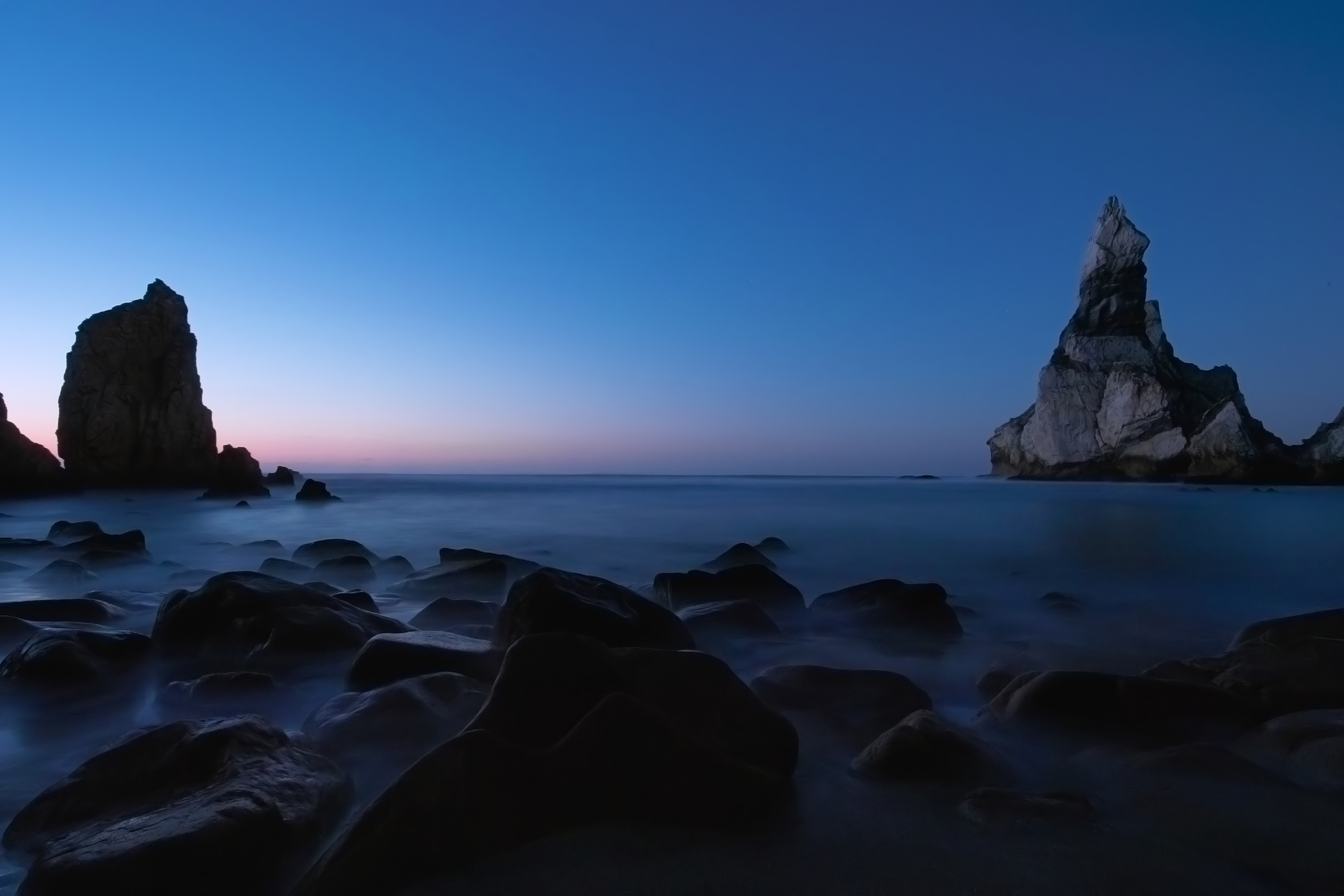
Meerespanorama nach Sonnenuntergang
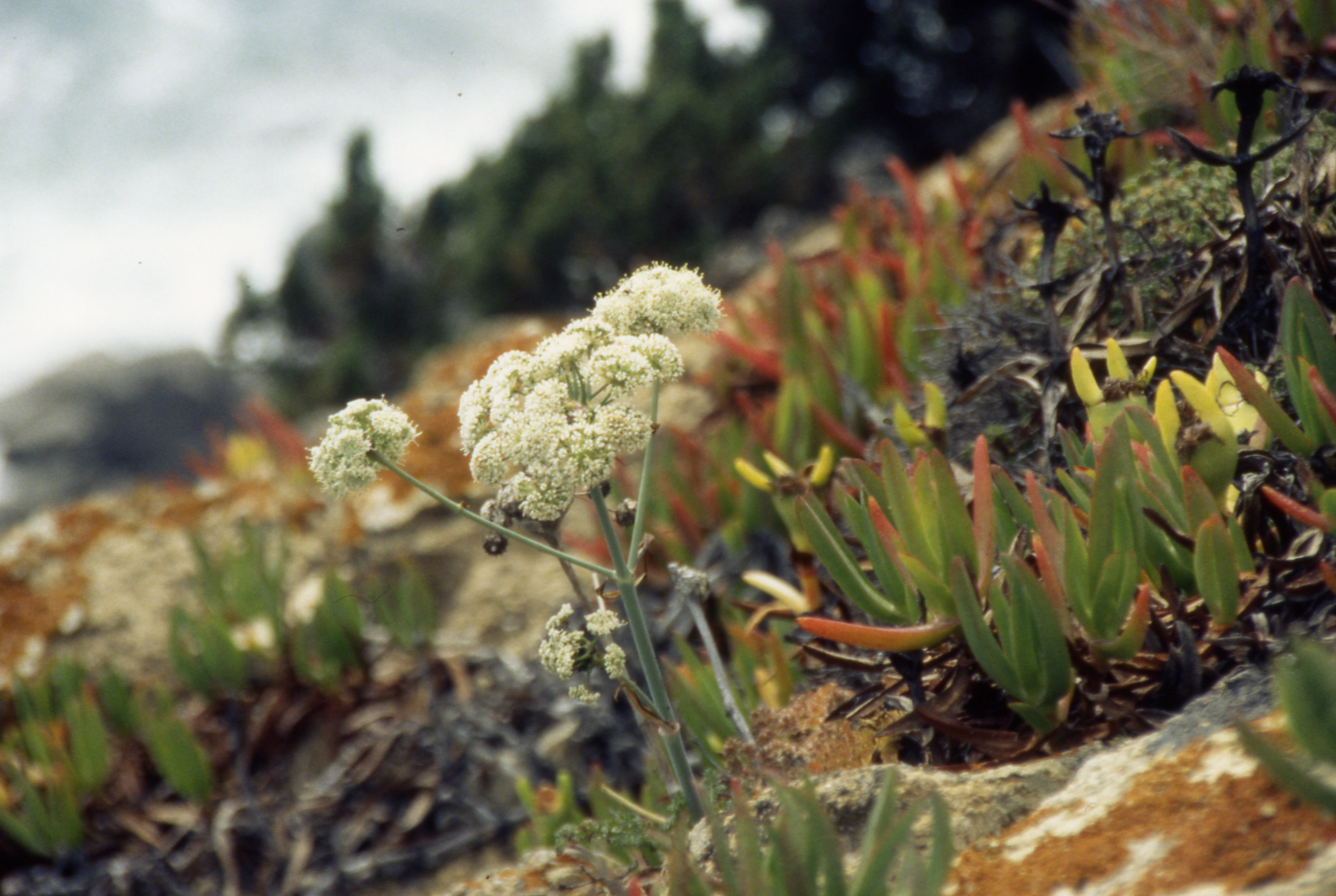
Cabo da Roca / Vegetation
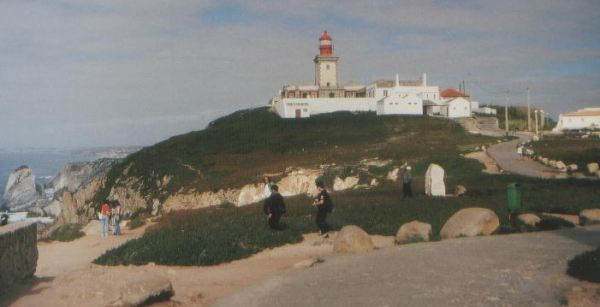
Leuchtturm mit umliegenden Gebäuden am Cabo da Roca (2003)
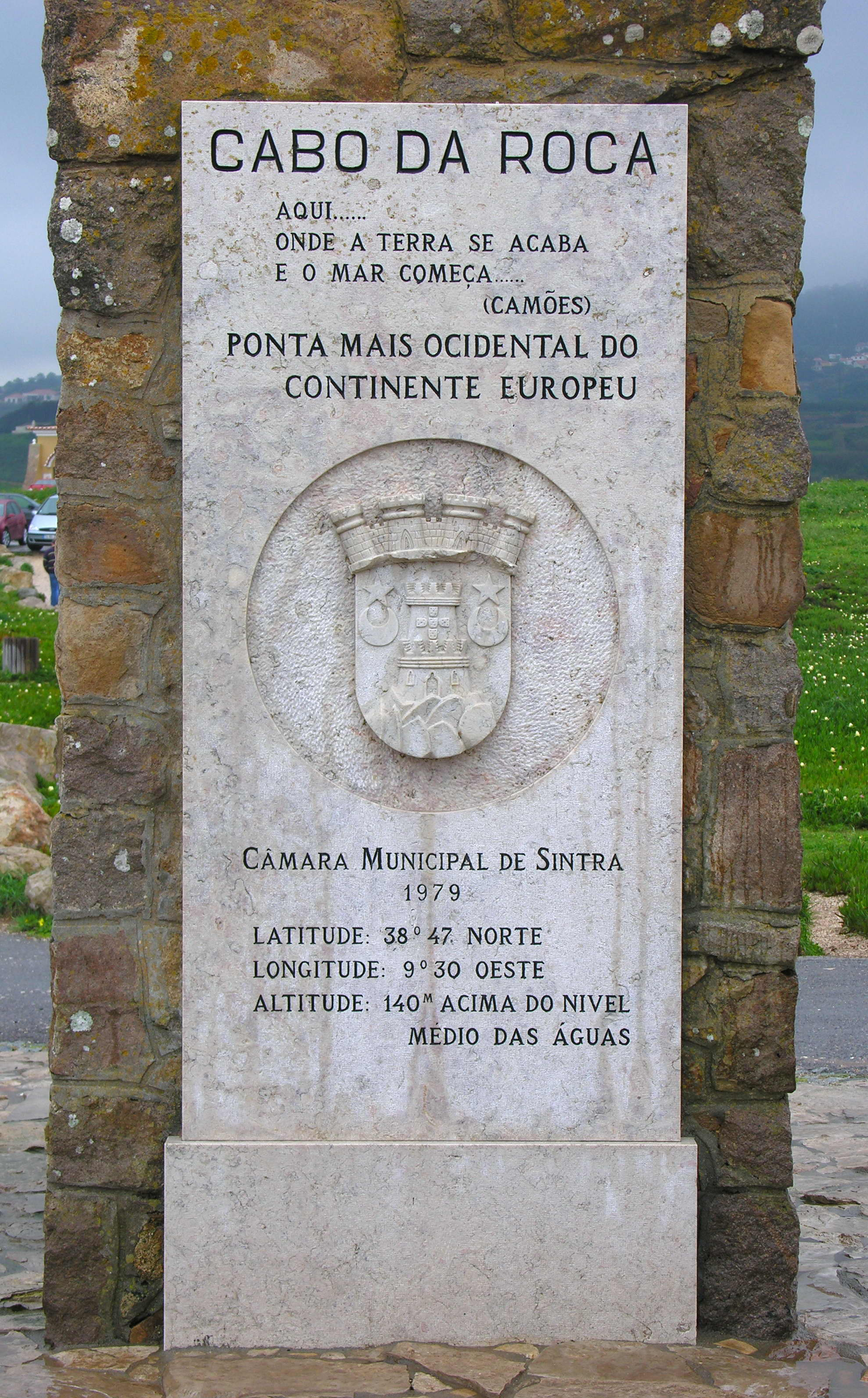
Steinerne Hinweistafel der Stadt Sintra
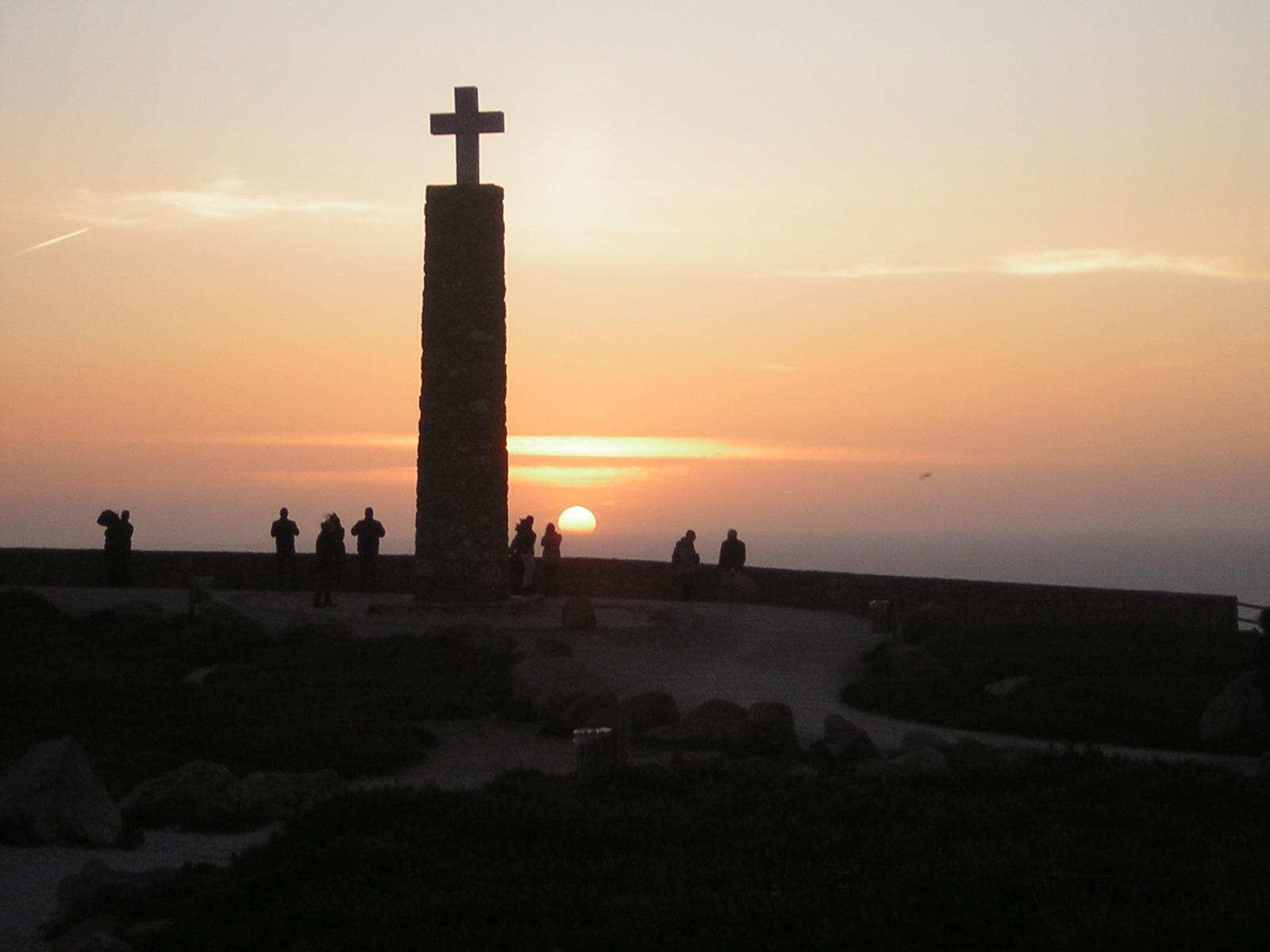
Kreuz
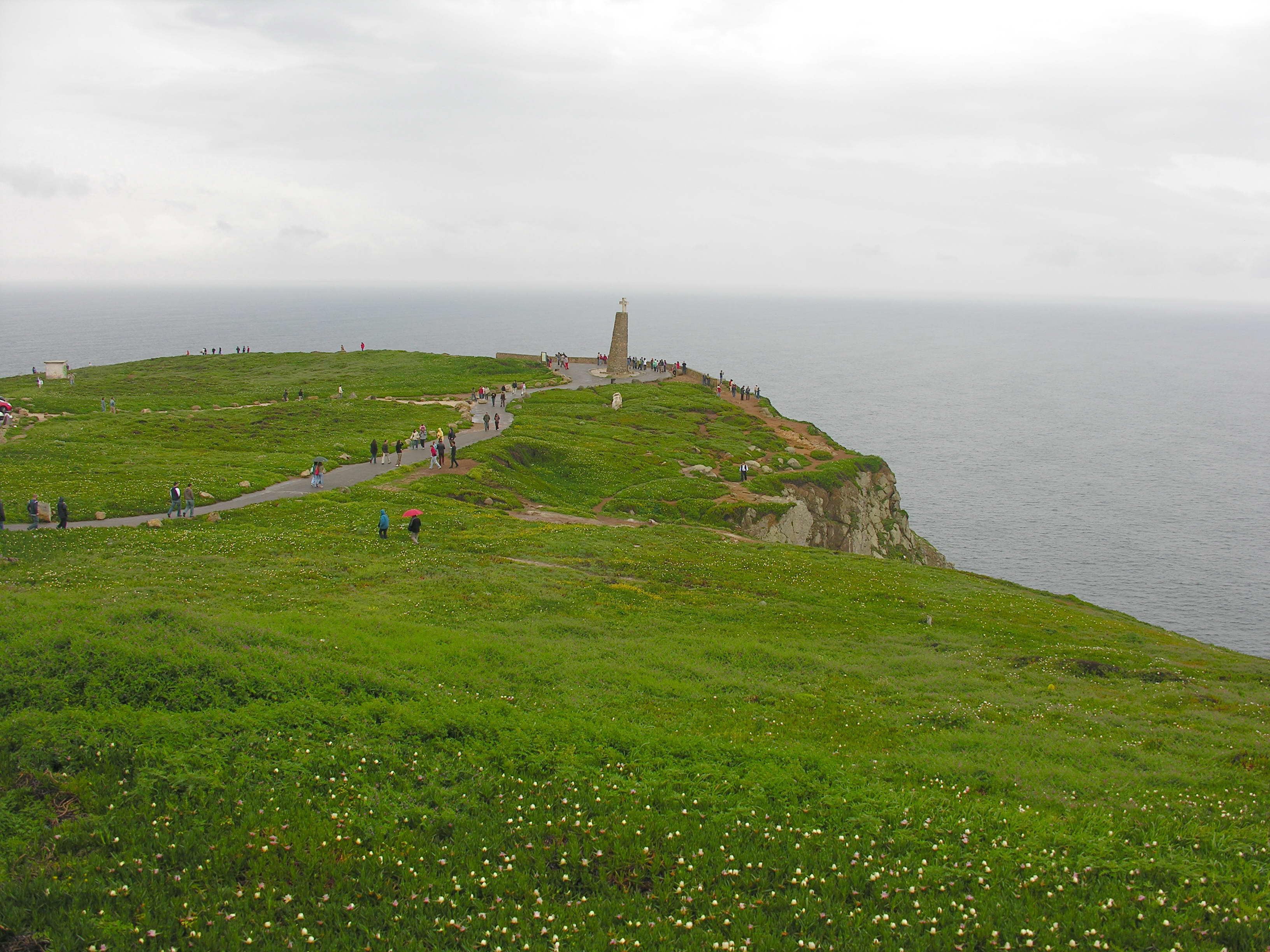
Cabo da Roca
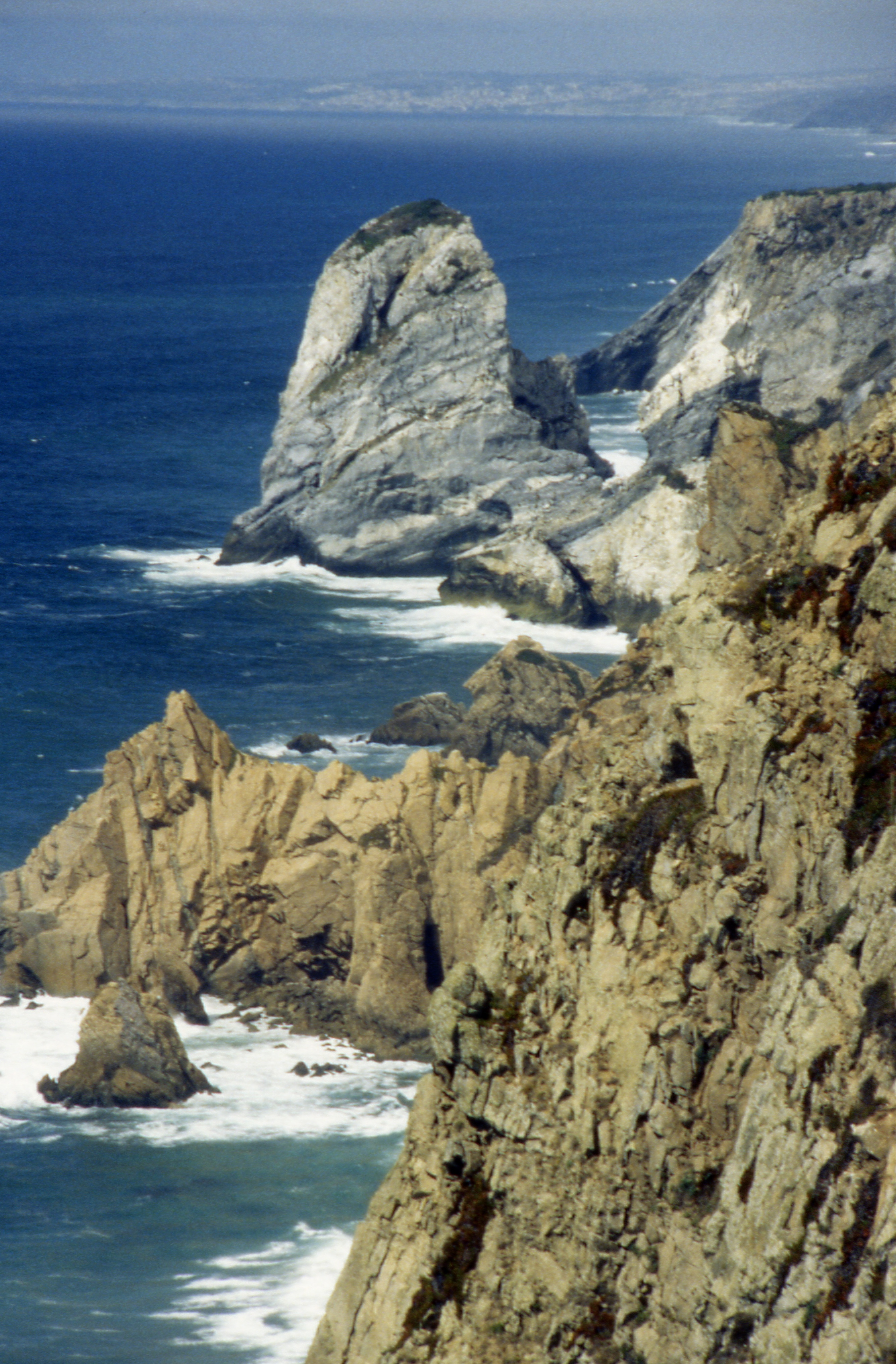
Cabo da Roca / Blick auf den Atlantik